# 88 분기점
88 분기점(88 Junction, 88JC)은 서울특별시 강서구 방화3동에 설치된 평택파주고속도로와 인천국제공항고속도로가 만나는 분기점이다. 방화대로와 올림픽대로가 만나는 분기점이기도 하며, 2027년 12월에 평택파주고속도로(방화대교) 평택 방향에서 방화대로 부천 방향으로의, 그리고 그 정확한(?) 역방향으로의, 진출입로가 개통될 예정이다. 2025년 6월 21일 기준 인천국제공항고속도로 서울 방향과 방화대로 서울 방향 각각에서의 올림픽대로 강일 방향으로의 진출 및 각각의 역방향 진입만 가능하다.

## 연혁
- 1995년 4월 26일 : 수도권신공항고속도로 신설을 위해 서울특별시 도시계획시설 교통광장에 강서구 방화동 일원을 88 분기점으로 고시[2]
- 2000년 11월 21일 : 인천국제공항고속도로 개통과 함께 영업 개시[3]
- 2018년 2월 20일 : 광명서울고속도로 분기점 신설을 위해 교통광장 면적 변경[4]

## 구조물 정보
- 위치: 서울특별시 강서구 방화3동

## 접속하는 노선・도로

### 파주・고양방면
- 평택파주고속도로, 인천국제공항고속도로 (8번) (중첩구간)

### 인천국제공항방면
- 인천국제공항고속도로 (8번)

### 강서・강동방면
- 서울특별시도 제88호선 (올림픽대로)

### 강서방면
- 방화대로